# 北恵那交通
北恵那交通株式会社（きたえなこうつう）は、岐阜県中津川市に本社を置く名鉄グループのバス事業者。かつては鉄道も経営しており、北恵那鉄道（きたえなてつどう）と称した。
2013年（平成25年）3月をもって貸切バス事業から撤退し、その後は乗合バス専業事業者となっている。

## 概要

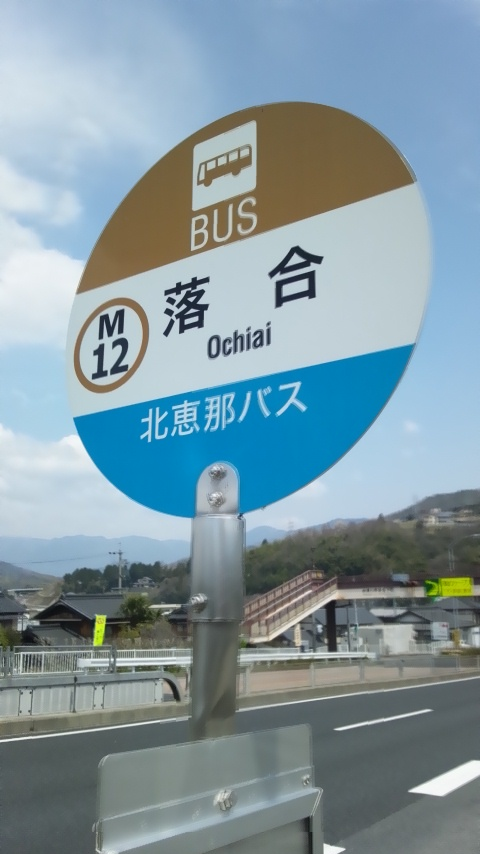
停留所ナンバリングが導入された馬籠線のバス停ポール

電力王・福澤桃介（福澤諭吉の養子）を社長とする大同電力（現在の関西電力）による大井ダム工事により「いかだ流し」による岐阜・名古屋方面への木材運搬ができなくなってしまうため、鉄道がその代償として敷設された。
会社設立は1922年（大正11年）2月15日、初代社長は福澤桃介である。この「いかだ流し」によって運ばれる木材には、伊勢神宮で20年に一度行われる式年遷宮のための御神木も含まれていた。この縁により、2005年（平成17年）には伊勢神宮への次回式年遷宮のための御神木運送を行っている。
数ある地方鉄道と同様に、1960年代から1970年代にかけてのモータリゼーションにより鉄道事業が不振に陥り、鉄道部門を1978年（昭和53年）に廃止。これにより翌年に社名を変更し、現行の北恵那交通となった。
なお、この会社はタクシーとバスとトラック事業を全て同じ会社で経営していたが、タクシー事業は2013年（平成25年）1月限りで撤退している（詳細は「歴史」の項を参照）。またトラック事業については名鉄運輸の子会社である名鉄急配中津川営業所扱いとなっている。
2012年（平成24年）4月からは馬籠線の各バス停留所にナンバリングを導入し、馬籠へ向かう観光客の利便性向上を図るため、中津川駅前 - 馬籠間の各停留所に「M01」から「M34」までの番号が割り当てられている。馬籠線ではこの他にも、バスの行先表示器に「M」の文字を表示したり、時刻表や行先案内を多言語対応（英語・中国語・ハングル）としたりローマ字を併記するなど、外国人観光客向けに様々な施策を行っている。

## 歴史
- 1922年（大正11年）2月15日：福澤桃介他9名が発起人になり会社設立[2]。
- 1924年（大正13年）8月5日：中津町 - 下付知間で鉄道運行開始（北恵那鉄道線）。
- 1928年（昭和3年）12月3日：大井ダム工事用専用線を大井線（新大井 - 奥戸）として譲受し、旅客営業開始。
- 1931年（昭和6年）
  - 2月25日：貨物自動車運行開始。
  - 10月20日：一般乗合自動車を中津川 - 付知間で運行開始（1934年時点フォード3台（定員6人）[3]）。
- 1934年（昭和9年）9月15日：大井線廃止。
- 1940年（昭和15年）10月16日：一般乗合自動車運行休止[4]。
- 1941年（昭和16年）1月1日：貨物自動車運行休止[4]。
- 1958年（昭和23年）3月18日：名古屋鉄道が資本参加。
- 1966年（昭和31年）6月25日：タクシー営業開始。
- 1978年（昭和53年）9月18日：鉄道線（中津町 - 下付知）廃止。「さよなら電車」運転。
- 1979年（昭和54年）6月12日：「北恵那交通」に社名変更。
- 2002年（平成14年）2月1日：JR東海バスの中津川市内からの撤退に伴い廃止された「恵那線」（中津川駅前 - 尾崎 - 恵那追分 - 西山 - 玄済口 - 辻原口 - 美乃坂本）を承継。
- 2008年（平成20年）10月1日：中津川市内において、名鉄グループ同士の競合を避けるために廃止される濃飛乗合自動車中津川営業所の路線を承継。
- 2009年（平成21年）10月1日：ダイヤ改正・路線改編実施（付知峡線・恵北線）。
- 2012年（平成24年）4月：馬籠線の各停留所に「ナンバリング」を導入。
- 2013年（平成25年）
  - 1月31日：タクシー事業を同じ名鉄グループの東鉄タクシーへ譲渡。
  - 4月1日：観光バス事業を同じ名鉄グループの一員である東濃鉄道へ譲渡、観光バス車両も同社に移籍。
- 2021年（令和3年）4月1日
  - 東濃鉄道の中津川線廃止に伴って、坂本三坂線の運行開始。これにより高速バスを除く中津川市内のバス路線を独占すると共に、恵那市への乗り入れ開始。
  - 路線毎の記号を制定、車両の行先表示器等への使用を開始。
  - 7月1日 - 名鉄グループのバス事業再編により設立された中間持株会社「名鉄グループバスホールディングス」の傘下に入る[1][5][6][7]。

## 路線
坂本三坂線の一部を除き、すべて中津川市内の路線である。

### 現行路線
2021年（令和3年）7月現在。

#### 中津川駅を発着する路線
| 中津川駅前の乗り場 | 路線名           | 路線記号 | 運行区間                                                                           |
| ------------------ | ---------------- | -------- | ---------------------------------------------------------------------------------- |
| 1番レーン          | 付知峡線         | Ｔ       | 中津川駅前 - 苗木 - 福岡 - 付知峡倉屋温泉 - 加子母総合事務所前                     |
| 1番レーン          | 松恵線           | Ｅ       | 中津川駅前 - 恵下橋 - 松田橋 - 中津川駅前                                          |
| 1番レーン          | 川上（かおれ）線 | Ｋ       | 中津川駅前 - 中津川市役所 - 中津川合同庁舎前 - 王子製紙前 - 恵那山ウェストン公園前 |
| 1番レーン          | 苗木城線         | Ｎ       | 中津川駅前 - 苗木城                                                                |
| 2番レーン          | 市民病院線       | Ｂ       | 中津川駅前 - 三菱工場前 - 中津川市民病院 - 美乃坂本駅前                            |
| 2番レーン          | 手賀野線         | Ｃ       | 中津川駅前 - 三菱工場前 - 手賀野 - 中京学院大学                                    |
| 2番レーン          | 坂本三坂線       | SM       | 中津川駅前 - 三菱工場前 - 中津川市民病院 - 美乃坂本駅前 - 坂本三坂 - 東鉄恵那車庫  |
| 3番レーン          | 馬籠線           | Ｍ       | 中津川駅前 - 落合 - 中切 - 神坂小中学校前 - 馬籠                                   |
| 3番レーン          | 馬籠線           | Ｍ       | 中津川駅前 - 落合 - 大久手 - 馬籠                                                  |
| 3番レーン          | 坂下線           | Ｓ       | 中津川駅前 - 落合 - 坂下駅前                                                       |

#### その他の路線
カッコ内は路線記号を表す。
- 加子母市民病院線（KB） ：加子母総合事務所 - 城山大橋経由 - 中津川市民病院[注釈 16]
- 藤沢線[注釈 12] （F） ：坂下駅前 - 馬籠
- 夕森公園線[注釈 12] （Y） ：坂下駅前 - 夕森公園口[注釈 17]
- 坂下加子母線[注釈 12] （SK） ：坂下駅前 - 田瀬橋 - 加子母総合事務所前[注釈 18]
- 坂下体育館線[注釈 12] （SK） ：坂下駅前 - 坂下体育館
- 坂下高校線[注釈 12] （SS） ：坂下駅前→坂下高校下[注釈 19]

### 廃止路線
- 蛭川線＜2007年（平成19年）4月1日廃止＞：高山 - 湯之島口[注釈 20]
- 恵北線＜2009年（平成21年）10月1日廃止＞：中津川駅前 - 坂下駅前 - 加子母総合事務所前[注釈 12][注釈 18][注釈 21]
- 付知峡線＜2007年（平成19年）10月1日部分廃止＞の廃止区間：付知峡倉屋温泉 - 付知峡権四薙 - 不動滝[注釈 22]
- 松恵線東回り＜2009年（平成21年）3月31日廃止＞：中津川駅→松田橋→恵下橋→昭和橋→中津川駅[注釈 3]
- 外洞・上野線＜2014年（平成26年）10月1日廃止＞：坂下駅前 - 外洞・赤田 - 宮の洞[注釈 12]
- 加子母小郷線＜2015年（平成27年）3月31日廃止＞：加子母総合事務所前 - 小郷

## 車両

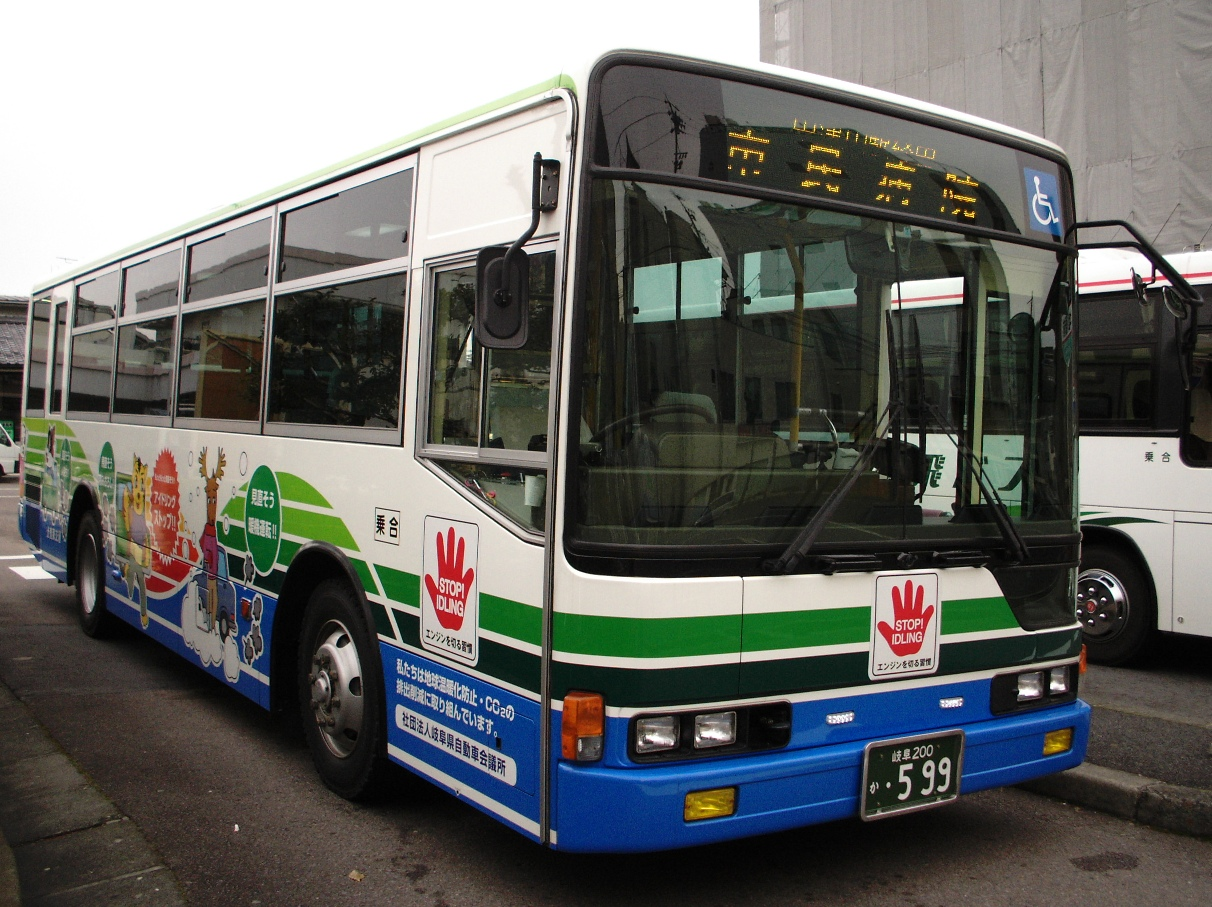
路線バス車両
三菱ふそう・エアロスター

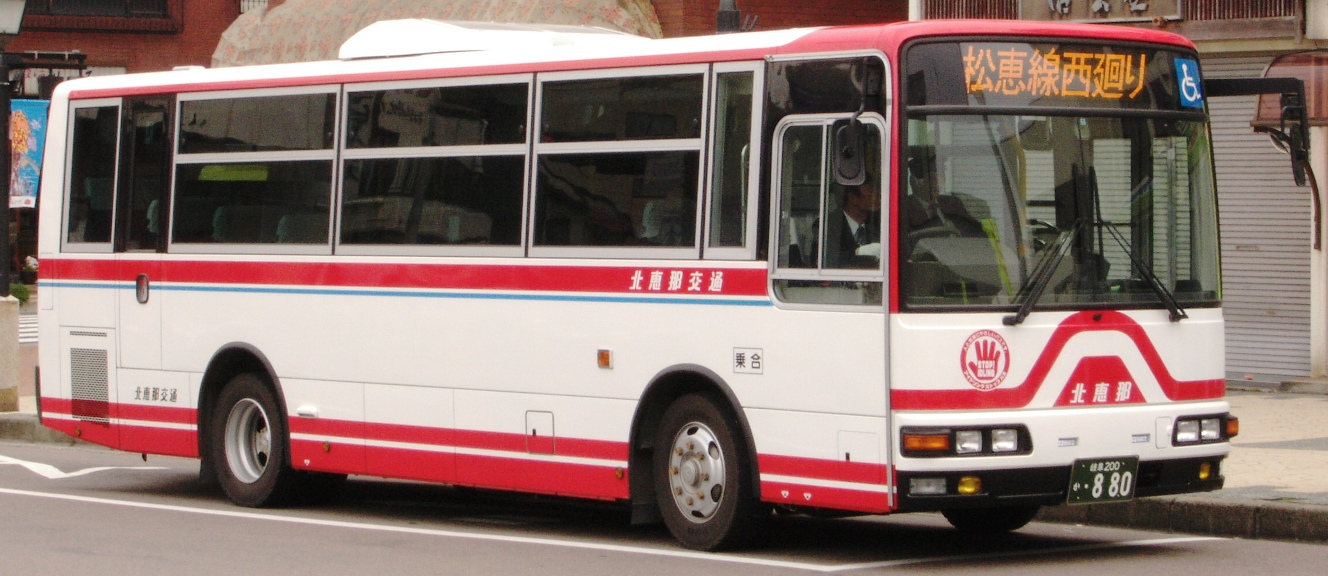
名鉄グループ共通色
三菱ふそう・エアロミディMK

### 車両メーカー・塗装
名鉄グループに属するため、三菱ふそう製がその大多数を占める。自社発注車両のほか、恵那線譲受に伴いJR東海バスから移籍した日野車も存在する。この他、濃飛バスの路線譲渡に伴って譲渡されたものや、名鉄バスからの移籍車も存在する。
塗装については、名鉄バスに準じた旧塗装の車両がまだ存在するものの、オリジナルの塗装の車両が増備されつつある。近年は名鉄グループ共通色のバスが導入されている。

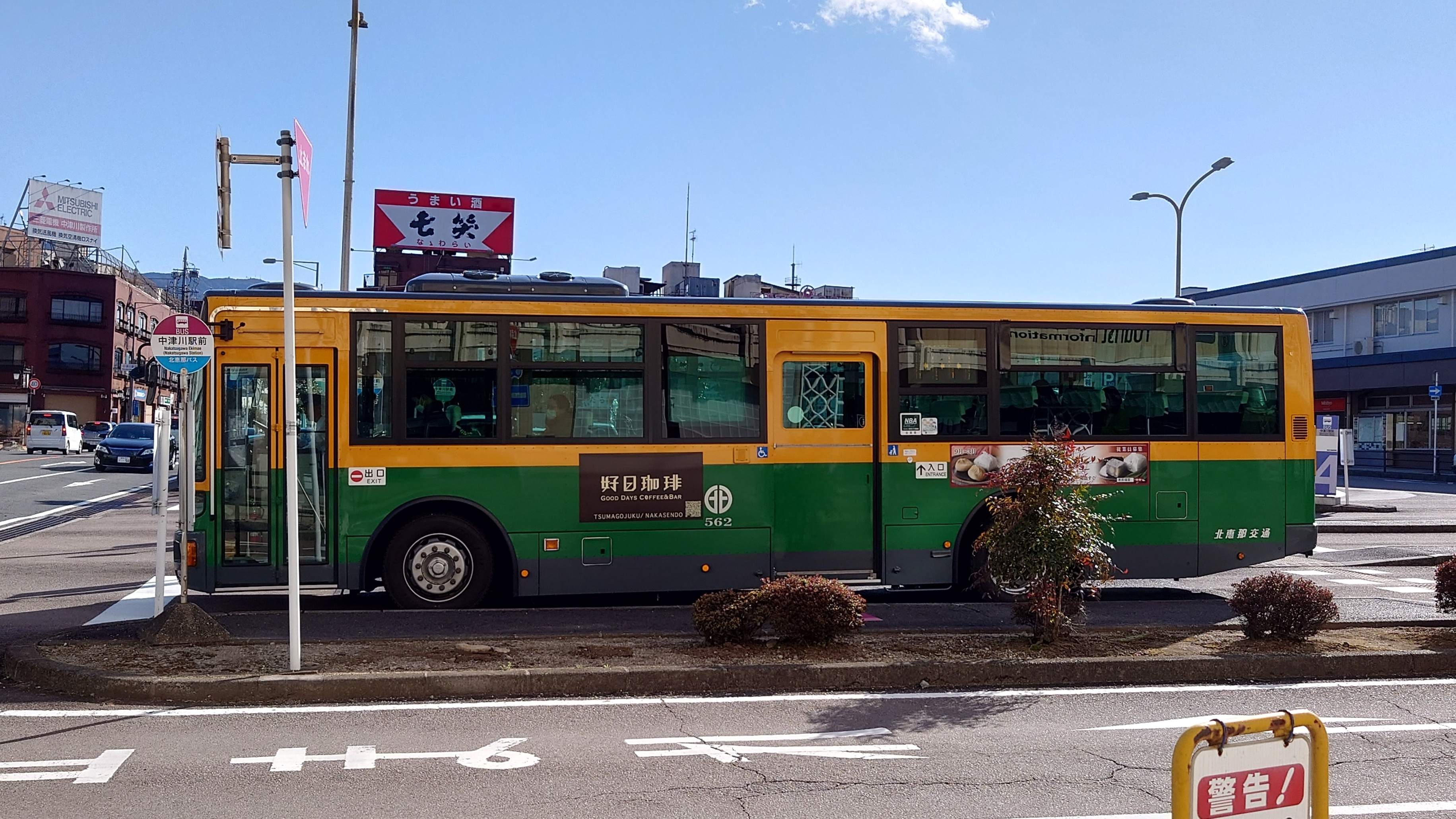
旧北恵那鉄道の鉄道車輛の塗色を復刻したバス車輛

2019年（令和元年）導入の新車には、北恵那鉄道廃線時の主力車両だったモ560形電車の復刻塗装が施され、車内も当時の内装を模した仕様となっている。続く2020年にも同様の仕様の車両が導入されている。

### 乗車時のルール
整理券方式の後乗り前降りが基本だが、濃飛バスから譲渡された路線のみ後乗り前降りと前乗り前降りが混在する。これは濃飛バスから路線移管時に譲渡された車両の一部に後部ドアがないものが存在するためである。なお、後部ドアが存在している車両については、整理券発券機の場所が後部ドア付近に付け替えられたことにより後乗り前降り方式となったため、現在では従来車との共通運用となった。乗降口側にある行き先・途中経由地表示装置が「ない」か、もしくは前にあるので、従来車と区別が付く。
なお、運賃精算に名鉄バスのmanacaや岐阜バスのayucaなどは一切使えない。